# Lạp Hộ
Lạp Hộ (獵戸), nguyên tên gốc là Orion (nhân vật giỏi săn bắn trong thần thoại Hy Lạp), được dịch sang tiếng Hán thành Lạp Hộ, nghĩa là Thợ Săn, là một chòm sao nổi bật, có lẽ được biết nhiều nhất trên bầu trời. Các sao sáng nhất của nó nằm trên xích đạo trời và được quan sát từ khắp mọi nơi trên thế giới, làm cho chòm sao này được biết đến tương đối rộng rãi.
Lạp Hộ đứng bên cạnh con sông Ba Giang với hai con chó săn của mình là Đại Khuyển và Tiểu Khuyển, đang đánh nhau với Kim Ngưu (Taurus). Các thú săn được của chàng, chẳng hạn như thỏ rừng (Lepus), có thể tìm thấy ngay bên cạnh.
Tại Úc, đai và kiếm của Lạp Hộ (Orion) đôi khi được coi là cái xoong, vì các ngôi sao trong đai và kiếm của chòm sao này được nhìn thấy giống như dụng cụ nhà bếp khi quan sát từ bầu trời Nam bán cầu.

## Các đặc trưng nổi bật
Chòm sao này có rất nhiều các ngôi sao sáng và các thiên thể nằm phía sâu thẳm trong bầu trời. Tại đây sẽ liệt kê một số ngôi sao của chòm sao này:
- Meissa (λ) là đầu của Orion.
- Betelgeuse (α), là vai phải của Lạp Hộ, là một sao khổng lồ đỏ, có kích thước lớn hơn cả quỹ đạo của Kim Tinh. Việc đặt tên cho nó là sao α là một sai lầm; tên gọi này đúng ra phải dành cho Rigel, một ngôi sao sáng hơn đáng kể. Betelgeuse thực sự là một sao đa hợp gồm sáu ngôi sao, nhưng các sao đồng hành của nó quá nhỏ để có thể quan sát được. Nó là một đỉnh của Tam giác mùa đông.
- Bellatrix (γ), "nữ chiến binh," nằm ở vai trái của Orion.
- Alnitak, Alnilam và Mintaka (ζ, ε và δ) tạo ra một asterism, được biết đến như là đai của Orion: ba ngôi sao sáng này trên cùng một hàng; thậm chí chỉ cần ba sao đơn lẻ này người ta vẫn nhận ra Orion[1].
- Saiph nằm ở đầu gối phải của Orion.
- Rigel (β), nằm ở đầu gối trái của chòm sao, là một sao trắng lớn, thuộc về các sao sáng nhất trên bầu trời. Nó có 3 sao đồng hành, nói chung cũng khó nhìn thấy.
- Hatsya (ι) nằm ở chóp của thanh kiếm của Orion.

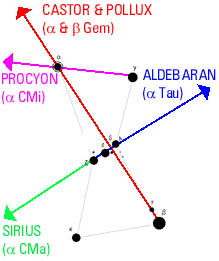
Guide to Orion

Các ngôi sao chính của Orion là hoàn toàn tương tự nhau về niên đại cũng như các đặc trưng vật lý, có thể là do chúng có chung một nguồn gốc. Betelgeuse là ngoại lệ duy nhất.
Chòm sao Lạp Hộ rất hữu ích trong việc xác định vị trí các ngôi sao khác. Kéo dài đường vành đai về hướng tây nam, có thể tìm thấy Thiên Lang (tức Sirius hay α Canis Major); về phía đông bắc là Aldebaran, tức α Tauri. Đường nối hai vai kéo dài về phía đông chỉ tới hướng của Procyon, tức α Canis Minoris. Đường nối từ Rigel tới Betelgeuse trỏ tới Castor và Pollux, (α và β Geminorum).

## Các thiên thể nổi tiếng
Treo bên cạnh vành đai Orion là thanh kiếm của chàng thợ săn, nó bao gồm các sao đa hợp θ1 và θ2 Orionis, còn gọi là Trapezium và bên cạnh là tinh vân Lạp Hộ (M42). Nó là một thiên thể đáng chú ý có thể nhìn thấy bằng mắt thường rất rõ như là một cái gì đó chứ không phải là một ngôi sao; khi nhìn bằng ống nhòm hay kính thiên văn thì nó là một đám mây cuộn xoáy bao gồm các ngôi sao mới sinh, khí phát xạ và bụi.
Một tinh vân nổi tiếng khác là IC 434, có tên là tinh vân Đầu Ngựa (Horsehead), nằm gần ζ Orionis. Nó bao gồm các đám mây bụi sẫm màu có hình dạng giống như đầu ngựa.
Ngoài các tinh vân này, khi quan sát Orion với kính thiên văn nhỏ sẽ khám phá ra một loạt các thiên thể của bầu trời sâu thẳm đáng chú ý như Vòng nút Barnard (Barnard's Loop), M43 và Tinh vân Ngọn Lửa (NGC 2024).

## Lịch sử
Là một chòm sao có nhiều sao sáng, Lạp Hộ được công nhận bởi nhiều nền văn minh cổ đại với nhiều hình ảnh tưởng tượng khác nhau. Trong dân gian Việt Nam, ba ngôi sao thẳng hàng ở giữa chòm sao này được gọi là sao Cày hoặc sao Lưỡi Cày, còn bốn ngôi sao ở bốn góc là Betelgeuse, Bellatrix, Rigel và Saiph thì được ví như bốn góc của một thửa ruộng vuông có cái lưỡi cày cắm ở giữa.
 Những người Sumer cổ đại coi mô hình các ngôi sao trong chòm sao này như một con cừu, trong khi đối với người Trung Quốc cổ đại thì Lạp Hộ là một trong 28 tú (宿 Xiu) (nhị thập bát tú) dọc theo hoàng đạo. Nó được biết đến là Sao Sâm (參) với Hán tự có bộ Tam (ba), có lẽ tượng trưng cho ba ngôi sao ở giữa.
Các ngôi sao này được coi như đồ cống phẩm dành cho thần ánh sáng Osiris đối với người Ai Cập cổ đại.
"Đai và kiếm" của Orion nói chung rất hay được đề cập đến trong văn học cổ đại và hiện đại.

## Thần thoại
Bài chính: Orion (thần thoại)

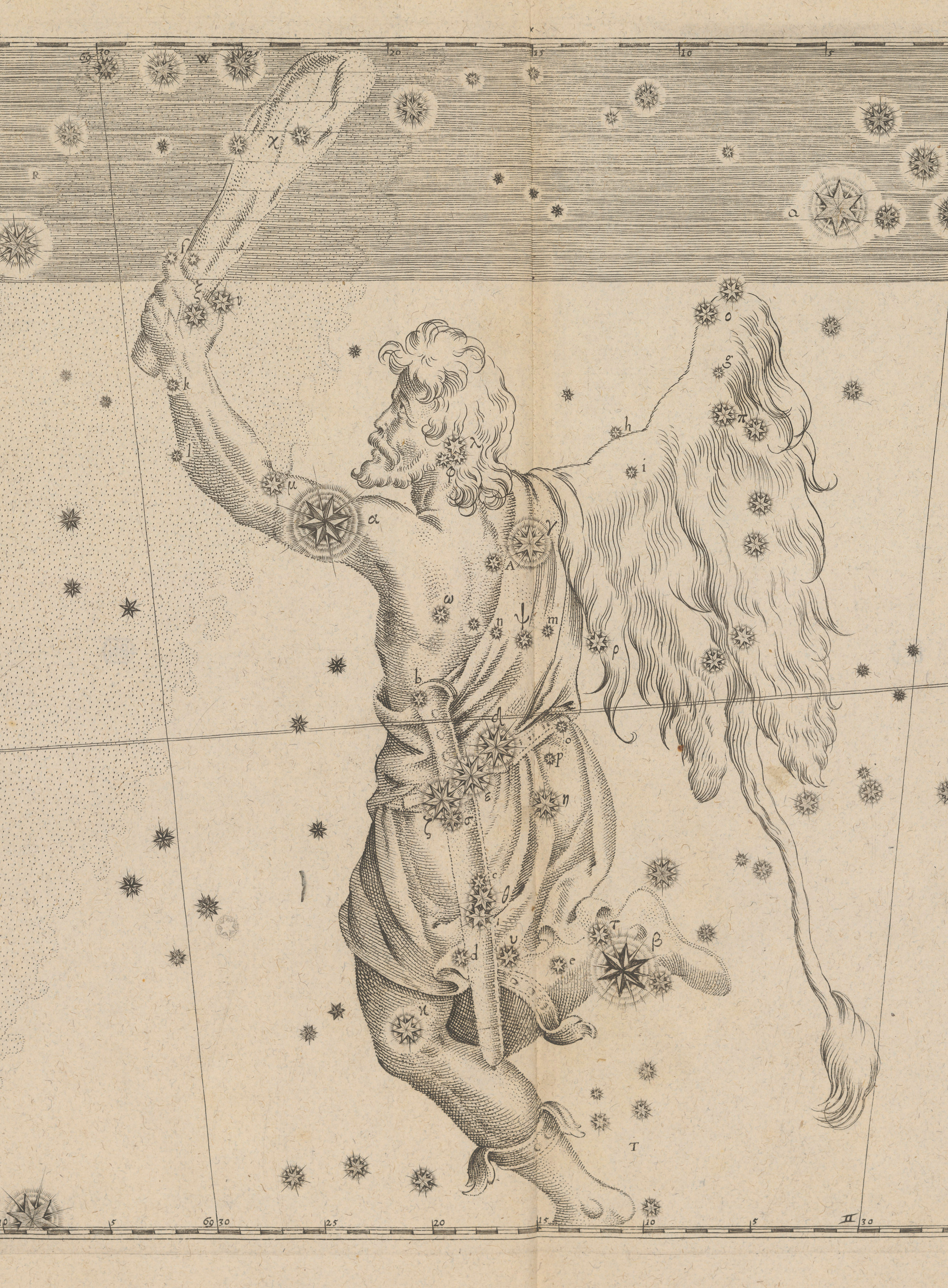
Bản in của Orion trong Uranometria của Johann Bayer, với sự giúp đỡ của thư viện thuộc Đài thiên văn Hải quân Mỹ

Không phải là điều đáng ngạc nhiên khi chòm sao nổi bật này có nhiều phiên bản khác nhau của các huyền thoại xung quanh nó trong Thần thoại Hy Lạp.
Trong một phiên bản, Orion tự cho mình là người thợ săn vĩ đại nhất thế giới. Hera, vợ của thần Zeus, nghe được điều này và đã cho một con bọ cạp xuống giết Orion. Orion bị con bọ cạp dùng nọc đốt chết. Thần Zeus cảm thấy thương tiếc cho Orion và đã đặt chàng trên bầu trời. Con bọ cạp cũng được đưa lên trời, trở thành chòm sao Thiên Hạt (Scorpius). Có một điều thú vị là khi chòm sao này mọc ở phía chân trời thì chòm sao kia bắt đầu lặn. Vì thế hai kẻ tử thù không bao giờ nhìn thấy nhau.
Điều này có thể là lý giải cho việc đặt tên của hai chòm sao nói trên theo câu truyện thần thoại này. Người ta còn cho rằng Orion được đặt tên theo Uru-anna (ánh sáng của thiên đường) của người Akkad, tên gọi này sau đó truyền tới người Hy Lạp và đã chuyển thành thần thoại. Nếu như vậy, thần thoại xung quanh Orion có thể có nguồn gốc từ các vị trí tương đối của các chòm sao xung quanh nó trên bầu trời.
Trong một số miêu tả, Orion có ba thân và ba cánh tay  Lưu trữ ngày 23 tháng 9 năm 2005 tại Wayback Machine, hai chân lệch ra và một chân nhỏ ở giữa, cũng như ba thân liên kết lại ở thắt lưng. Nếu như vậy, cùng với các thiên thể khác trong khu vực của cung hoàng đạo Song Tử (tức Ngân Hà, trong khu vực thưa thớt nhất hiện nay được coi là các chòm sao Lộc Báo - Camelopardalis và Thiên Miêu - Lynx, và các chòm sao Song Tử - Gemini, Ngự Phu - Auriga và Đại Khuyển - Canis Major), điều này có thể là nguồn gốc của thần thoại về lâu đài Geryon, một trong Mười hai kỳ công của Hercules (Vũ Tiên).

## Trong nghệ thuật

### Phương Tây
Chòm sao Lạp Hộ được đề cập trong nhiều tác phẩm kinh điển của văn học phương Tây như hai sử thi Odýsseia và Iliad của Homer, sử thi Aeneis của Virgil, hay là trường ca Thiên đường đã mất (Paradise Lost) của nhà thơ Anh John Milton.
Trong kiến trúc hiện đại, chòm sao Lạp Hộ cũng được kiến trúc sư Le Corbusier sử dụng khi thiết kế công trình cuối cùng của đời mình: nhà thờ thánh Phêrô ở Firminy, Pháp. Ông để hở các lỗ trên trần nhà thờ để vào ban ngày, ánh sáng tự nhiên sẽ chiếu qua các lỗ đó, tạo thành hình ảnh chòm sao Lạp Hộ trên một bức tường trong nhà thờ.

### Các nước Á Đông
Trong Kinh Thi của Trung Quốc, ba ngôi sao ở giữa chòm Lạp Hộ được gọi là sao Sâm (參), và thường đi đôi với sao Thương (商) mà thiên văn học ngày nay gọi là Antares. Vì vào mùa đông và mùa xuân, hai sao Sâm và Thương cùng mọc ở cùng một khoảng trời và lặn ở khoảng trời đối diện, song sao Thương chỉ mọc khi sao Sâm đã lặn nên người Trung Quốc đã ví hai ngôi sao này như hai người bạn, hoặc hai tình nhân dù hợp nhau đến mấy cũng không thể đến được với nhau. Đại thi hào Nguyễn Du của Việt Nam đã mượn điển tích này trong một đoạn Truyện Kiều, khi nhân vật chính là Thuý Kiều nói với Thúc sinh về việc hai người họ dù yêu nhau mà phải chia xa:
Sâm Thương chẳng vẹn chữ tòng
Tại ai, há dám phụ lòng cố nhân?

## Các sao
Các sao với tên gọi chính xác:
- Betelgeuse [Betelgeuze, Beteiguex] hay Mankib [Al Mankib] (58/α Ori) 0,45 – sao biến thể.
< đọc nhầm của يد الجوزاء yad al-jauzā´ Tay của thân ở giữa (Để tìm hiểu thêm lịch sử của nhầm lẫn này, xem bài Betelgeuse).
< منكب mankib vai

- Rigel hay Algebar [Elgebar] (19/β Ori) 0,18
< رِجل الجبار rijl[u] al-jabbār Chân của nhân vật vĩ đại

- Bellatrix (24/γ Ori) 1,64
< bellātrix Nữ chiến binh/nữ tướng

- Mintaka [Mentaka, Mintika] (34/δ Ori) – sao đôi 2,25 & 6,85
< منطقة minţaqa[h] Đai (cuối phía tây)

- Alnilam [Alnihan, Alnitam] (46/ε Ori) 1,69
< النظام an-niz̧ām Phân bổ của các đường viền ngọc trai.

- Alnitak [Alnitah] (50/ζ Ori) – sao đôi 1,74 và 4,21.
< النطاق an-niţāq: Đai (cuối phía đông)

- Trapezium (41/θ1 Ori), – sao đa hợp với độ sáng biểu kiến lần lượt bằng 4,98, 5,13, 6,71 và 7.96
< trapezium < τραπέζιον

- Saif al Jabbar hay Algiebba (28/η Ori) 3,35
< سيف الجبار saif al-jabbār Thanh kiếm của nhân vật vĩ đại

- Hatsya hay Na'ir al Saif (44/ι Ori) 2,75
Na'ir al Saif < نير السيف nair[u] as-saif Mũi kiếm

- Saiph (53/κ Ori) 2,07
< سيف saif Kiếm

- Meissa hay Heka (39/λ Ori) – sao đôi 3,39 và 5,61
< ? al-maisan vật sáng tỏ
< ? al-haq'ah đốm trắng

- Tabit hay Hassaleh (1/π3 Ori) 3,19 – bên cạnh
< الثابت aθ-θābit kẻ chịu đựng (cố định, không thay đổi)

- Thabit [Tabit] (xem π3 Ori) (36/υ Ori) 4,62
< الثابت aθ-θābit kẻ chịu đựng (cố định, không thay đổi)

Các sao với danh pháp Bayer:
43/θ2 Ori 4,98; 61/μ Ori 4,12; 67/ν Ori 4,42; 70/ξ Ori 4,45; 4/ο1 Ori 4,71; 9/ο2 Ori 4,06; 7/π1 Ori 4,64; 2/π2 Ori 4,35; 3/π4 Ori 3,68; 8/π5 Ori 3,71; 10/π6 Ori 4,47; 17/ρ1 Ori 4,46; 48/σ Ori – sao đôi 3,77 và 6,65; 20/τ Ori 3,59; 54/χ1 Ori 4,39 – gần đó; 62/χ2 Ori 4,64; 37/φ1 Ori 4,39; 40/φ2 Ori 4,09; 30/ψ Ori 4,59; 47/ω Ori 4,50; 51/b Ori 4,90; 42/c Ori 4,58; 49/d Ori 4,77; 29/e Ori 4,13; 69/f1 Ori 4,95; 72/f2 Ori 5,34; 6/g Ori 5,18; 16/h Ori 5,43; 14/i Ori 5,33; 74/k Ori 5,04; 75/l Ori 5,39; 23/m Ori – sao đôi 4,99 và 7,12; 33/n1 Ori 5,46; 38/n2 Ori 5,32; 22/o Ori 4,72; 27/p Ori 5,07; 32/A Ori 4,20
Các sao với danh pháp Flamsteed:
5 Ori 5,33; 11 Ori 4,65; 13 Ori 6,15; 15 Ori 4,81; 21 Ori 5,34; 25 Ori 4,89; 31 Ori 4,71; 35 Ori 5,60; 45 Ori 5,24; 52 Ori 5,26; 55 Ori 5,36; 56 Ori 4,76; 57 Ori 5,92; 59 Ori 5,89; 60 Ori 5,21; 63 Ori 5,67; 64 Ori 5,14; 66 Ori 5,63; 68 Ori 5,76; 71 Ori 5,20; 73 Ori 5,44; 77 Ori 5,19; 78 Ori 5,55